# 鈴木隆雄
鈴木 隆雄（すずき たかお、1939年3月12日 - ）は、元警察庁科学警察研究所副所長。警察庁による声紋鑑定導入の初期から携わっていた技官であり、日本における声紋研究の先駆者。科捜研の女（テレビドラマ・テレビ朝日）の監修を務めた。

## 経歴
神奈川県立希望ヶ丘高等学校を経て、1961年3月、東京理科大学理学部（物理学）卒業。1961年4月、警察庁に技官として入庁、科学警察研究所科学捜査部物理研究室に配属。1968年2月～10月、オーストラリア政府給費留学生として、オーストラリア原子力研究所に留学。1971年4月1日、同所法科学第二部音声研究室。1973年4月1日、同部主任研究官。1980年9月 - 1981年9月、フランス政府給費留学生として、マルセイユ大学およびフランス郵政省通信研究所に留学。1983年5月2日、同部物理研究室長。1989年8月25日、同部音声研究室長。1995年3月29日、同所法科学第二部長。1997年4月1日、同所副所長（法科学研修所長兼務）。
1999年3月31日、警察庁退職、池上通信機株式会社顧問。2005年1月31日、同社顧問を退職。2006年6月28日、鈴木法科学鑑定研究所を設立し、代表取締役に就任。
2009年11月、瑞宝小綬章叙勲。

## 加入学会
- 日本音響学会[1]
- 電子情報通信学会[1]
- 日本音声学会[1]
- 音声言語医学会[1]
- 国際鑑識学会（International Association for Identification）[1]
- アメリカ法科学会（American Academy of Forensic Science）[1]
- 日本法科学技術学会[1]

## 鑑定実績など
- 吉展ちゃん誘拐殺人事件 - 1963年（昭和38年）3月31日（届出の関係で公式には4月1日）、東京都台東区入谷南公園で発生した事件。同年4月25日に犯罪捜査史上初めて、誘拐犯人の声がテレビ、ラジオで放送された。事件発生後2か月半たった同年6月下旬頃、警視庁の捜査担当者から警察庁科学警察研究所に音声鑑定出来ないかと話が持ち込まれた。当時、物理研究室にいた技官の鈴木が科学捜査部長室に呼ばれ、警視庁の捜査官から相談を受けた。この時点で科学警察研究所には、音声分析をする技術も機器もなかった。そこで鈴木は、当時の電電公社電気通信研究所を訪ねて、音声を周波数分析していわゆる声紋（音声スペクトログラム）に描くソナグラフという装置を見せてもらった。その後、1964年（昭和39年）に科学警察研究所でソナグラフを購入して、音声分析の実質的な研究をスタートさせた。よって当事件には科学警察研究所は一切タッチしていない。のちに犯人を特定する上で手がかりとなった音声鑑定は、東京外国語大学の秋山和儀によっておこなわれたものである。

- ロス疑惑事件 - 当時、鑑識捜査に携わっていた。ロサンゼルス市警と交流あり。2008年報道ステーションで証言。
- グリコ・森永事件（昭和59年：兵庫県）  - 鑑識捜査で映像鑑定と音声鑑定に携わっていた[2]。
- ばんだい号墜落事故（昭和46年：北海道） - 音声鑑定
- 北海道庁爆破事件（昭和51年：北海道） - 鑑定[2]
- ニセ電話事件（昭和51年：東京高検） - 鑑定[2]
- 成田空港職務強要事件（平成2年：東京地裁） - 鑑定
- 甲府信金OL誘拐殺人事件（平成5年：山梨県） - 声紋鑑定[2]